# Stenomesseae
Stenomesseae, nekadašnji biljni tribus iz porodice zvanikovki. Sastojao se od pet rodova lukovičastih geofita raširenih gotovo isključivo po Južnoj Americi osim jedne iznimke, vrste Phaedranassa carmiolii iz Kostarike.

## Rodovi
1. Eucrosia Ker Gawl., danas u Eucharideae
2. Mathieua Klotzsch, danas u Eucharideae
3. Phaedranassa Herb., danas u  Hymenocallideae
4. Rauhia Traub, danas u  Hymenocallideae
5. Stenomesson Herb., danas u Eucharideae